# Cosmosalia
Cosmosalia is een kevergeslacht uit de familie van de boktorren (Cerambycidae). De wetenschappelijke naam van het geslacht werd voor het eerst geldig gepubliceerd in 1913 door Casey.

## Soorten
Cosmosalia omvat de volgende soorten:
- Cosmosalia chrysocoma (Kirby, 1837)
- Cosmosalia nigrolineata (Bland, 1865)